# Osmo Kaila (Schachspieler)

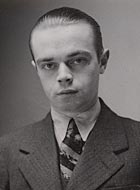
Osmo Kaila (vor 1950)

Osmo Ilmari Kaila (* 11. Mai 1916 in Helsinki; † 3. Juni 1991 ebenda) war ein finnischer Kreuzworträtselerfinder, Schachspieler, Schachkomponist und Internationaler Preisrichter für Schachkomposition.

## Leben
Osmo Kaila entwarf hauptberuflich Kreuzworträtsel. In der Mitte der 1940er-Jahre wurden die ersten finnischen Kreuzworträtsel veröffentlicht, für die Osmo Kaila verantwortlich war. Seine Kreuzworträtsel erschienen bis in die späten 1970er-Jahre in Zeitungen wie Helsingin Sanomat, der auflagenstärksten und einflussreichsten Tageszeitung Finnlands, in den 1980er-Jahren lieferte er auch an das finnische Fotomagazin Suomen Kuvalehti.

## Turnierschach
Kaila gewann in den Jahren 1939 und 1954 die Einzelmeisterschaft Finnlands. Außerdem wurde er dreimal Zweiter (1947, 1951 und 1952) und einmal Dritter (1945). Alle diese Meisterschaften fanden in Helsinki statt. Bei der Nordischen Meisterschaft 1939 in Oslo belegte er hinter Gideon Ståhlberg und Erik Lundin den dritten Platz. Bei der ersten Nordischen Meisterschaft nach Kriegsende, die 1946 in Kopenhagen stattfand, konnte er den Sieg erringen.
Mit der finnischen Nationalmannschaft nahm er an dem Länderturnier 1936 in München teil, bei dem er am siebten Brett ein Ergebnis von 13 Punkten aus 20 Partien erzielte. Bei der Schacholympiade 1952 in Helsinki spielte er an Brett drei mit einem Ergebnis von 6 aus 11 unter anderem mit einem Sieg gegen Herbert Heinicke.
Im Jahr 1952 erhielt er vom Weltschachbund FIDE den Titel Internationaler Meister.

## Schachkomposition
Bei der ersten Weltmeisterschaft der Schachkomposition belegte er mit Erkki Heinonen den zweiten Platz in der Gruppe Märchenschach G2. Die Aufgabe war „ein Reflexmatt-Zweizüger mit mindestens zwei verschiedenen weißen Selbstblocks aus verschiedenen Feldern oder demselben Feld“. Er war gleichzeitig Preisrichter für die Gruppe Hilfsmatt G1.
Seit 1958 war er Internationaler Preisrichter für Schachkomposition. 1990 erhielt er von der PCCC den Titel FIDE-Meister der Schachkomposition.

## Veröffentlichungen
- Jokamiehen Shakkiopas [Schachführer für jedermann]. Propaganda-Aseveljet r.y., Helsinki 1943.